# Igreja de São João Batista (Cimo de Vila da Castanheira)
A Igreja de São João Batista de Cimo de Vila da Castanheira localiza-se em Cimo de Vila da Castanheira, pertencendo também à aldeia de Dadim, município de Chaves, distrito de Vila Real em Portugal.
A Igreja de São João Batista encontra-se classificada como Monumento Nacional desde 1993.

## História
Atualmente o interior do templo foi restaurado, tendo-lhe sido reconstruído o telhado.

## Características
Trata-se de um templo em estilo Românico, com linhas sóbrias e simples, apenas cortadas pelas portas, ambas com arcos simples, de volta inteira, e pela cachorrada, que actualmente não existe, por ter caído todo o telhado do edifício.
O seu interior, muito degradado, é de uma só nave, estando a capela-mor destacada. O arco que lhe dá acesso é de volta inteira e está decorado. Em volta, nas faces interiores das paredes, há muitos vestígios de pinturas a fresco, irremediavelmente danificadas. Esta igreja tinha ainda o seu púlpito e a sua pia baptismal, mas esta última foi furtada.
A torre, atualmente sineira, está separada do corpo principal da igreja pelo antigo cemitério. É de construção bastante mais tosca.  No seu interior já houve três pisos, agora destruídos. No piso superior houve sinos. Construída antes do resto do conjunto esta torre teve funções militares de defesa no castro que existia no local antes da sua conquista pelos romanos.